# Coś się kończy, coś się zaczyna (album)
Coś się kończy, coś się zaczyna – pierwszy album studyjny polskiego duetu hip-hopowego Parzel i Siwers. Wydawnictwo ukazało się 11 czerwca 2012 roku nakładem wytwórni muzycznej Prosto. Materiał został w całości wyprodukowany przez Siwersa. Scratche wykonali DJ Kebs, DJ Technik i DJ Deszczu Strugi, który także zmiksował i zmasterował album. Gościnnie w nagraniach wzięli udział ponadto: Tomiko, Łysol, Satyr, Fu, Pyskaty oraz Sokół, a także Ania Kandeger, która zaśpiewała w większości utworów na płycie.
Nagrania dotarły do 31. miejsca zestawienia OLiS.

## Lista utworów
Opracowano na podstawie materiału źródłowego.
1. „Cel” (produkcja: Siwers)
2. „Dziwne miasto” (produkcja: Siwers)
3. „Karty na stół” (produkcja: Siwers, gościnnie: Tomiko, Ania Kandeger)
4. „300 km/h” (produkcja: Siwers, gościnnie: Łysol, Ania Kandeger)
5. „Przegrana sprawa” (produkcja: Siwers, gościnnie: Satyr)
6. „Treść, treść, rym” (produkcja: Siwers, gościnnie: Ania Kandeger)
7. „Coś się kończy, coś się zaczyna” (produkcja: Siwers, gościnnie: Ania Kandeger)
8. „Czarna torba” (produkcja: Siwers, gościnnie: Fu, scratche: DJ Kebs)
9. „Tak jak chcesz” (produkcja: Siwers, gościnnie: Pyskaty, Ania Kandeger)
10. „Mam ten stan” (produkcja: Siwers, scratche: DJ Technik)
11. „Jeszcze mamy ten czas” (produkcja: Siwers, gościnnie: Ania Kandeger)
12. „Przemoc” (produkcja: Siwers, scratche: DJ Deszczu Strugi)
13. „Pokora” (produkcja: Siwers, gościnnie: Ania Kandeger)
14. „Wódka” (produkcja: Siwers, gościnnie: Ania Kandeger)
15. „Nie powiem Ci jak żyć” (produkcja: Siwers, gościnnie: Sokół)